# تنگه سیسیل
تنگه سیسیل (به ایتالیایی: Canale di Sicilia یا Stretto di Sicilia) تنگه‌ای بین سیسیل و تونس است. تنگه حدود ۱۴۰ کیلومتر (۹۰ مایل) عرض دارد. این تنگه دریای تیرنی و دریای مدیترانه غربی را از دریای مدیترانه شرقی جدا می‌کند. بیشینهٔ عمق آن ۳۱۶ متر است.
در تنگه جریان‌های عمیق از شرق به غرب، و نزدیکترین جریان به سطح آب از غرب به شرق گردش می‌کنند. این جریان غیرمعمول آب مورد علاقهٔ اقیانوس‌نگاران است.
کشتی به طور منظم در تنگه بین سیسیل و تونس حرکت می‌کند.
جزیره پانتلریا در وسط تنگه قرار دارد.